# Glaucidium bolivianum
Боливийский сычик (лат. Glaucidium bolivianum) — вид птиц из семейства совиных. Длина тела около 16 см. «Ушки» отсутствуют. Вид встречается в серых, коричневых и красно-коричневых цветовых морфах. «Ложное лицо» чёткое. Верх головы густо покрыт белыми пятнами и изредка вытянутыми пятнами. Спина также густо покрыта пятнами. Нижняя сторона тела беловатая с тёмными пятнами в верхней части груди. Боковые стороны тела покрыты тёмными продольными полосами. Радужина желтоватая.
Внешне вид напоминает Glaucidium jardinii, однако имеет удлинённые концы крыльев и отчётливо более короткий хвост. Вид Glaucidium parkeri меньше и с более коротким хвостом. Рыжий воробьиный сыч обычно крупнее чем Glaucidium bolivianum. 
Вид встречается преимущественно на восточных склонах Анд с севера Перу до Боливии и северной Аргентины. Это оседлый вид, обитающий в горных и туманных лесах богатых эпифитами и лианами, на высоте от 1000 до 3000 м над уровнем моря. Широко распространён в густых туманных лесах.
Менее активен в дневное время по сравнению с другими американскими видами воробьиных сычей. Фаза активности наступает в основном с наступлением сумерек. Рацион состоит преимущественно из насекомых, а также мелких птиц и, вероятно, других мелких позвоночных животных. Охотничий участок вида имеет площадь от 0,5 до 1 га. О биологии размножения ничего не известно.